# 妃嬪

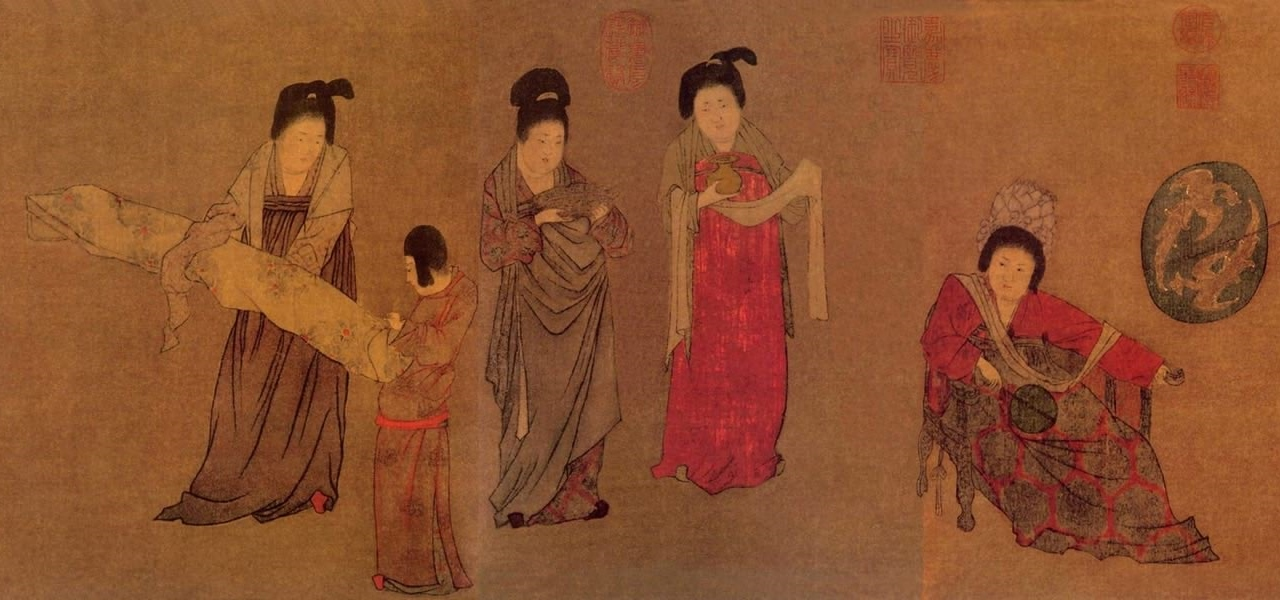
《揮扇仕女圖》的中唐时期妃嬪。

妃嬪是指君主經過冊封的妾室，又有嬪妃、嬪御、妃子等別稱，廣義上可以包括所有君主妾室。除欧洲基督教国家外，大多数古代国家都实行一夫多妻制，君主拥有众多妻子或妾室是极为常见的。
在存在嫡庶之分的状况下，他们的一位或数位正妻，根据丈夫的头衔获得皇后、王后、王妃的册封。其余的妻子或妾室获得等级较低的册封。正妻或妾室未获册封的例子亦是存在的。一种情况是君主的正妻在君主即位後，只册封為妃嬪。在某些地區或時代，正室在君主登基後先冊封為妃嬪，過一段時間再冊封為皇后、王后或王妃更成為定制。亦有一些君主正室是因為失寵、犯罪、出身低微或其他原因，在君主即位後只被冊封為妃嬪，未獲封后。亦有妾室獲得封后，正室僅封妃嬪的情況，如後唐莊宗李存勗登基後僅把正室韓氏封為淑妃，卻把妾室劉玉娘立為皇后。還有君主另立她人为皇后、王后、王妃，正妻无任何册封，如曹魏时的虞妃，在魏明帝登基後僅維持王妃身份。妃嬪通过册封，她们拥有不同等级位号、待遇。
东亚一夫一妻多妾制婚姻影响下，君主通常会拥有1位皇后、数量不等的妃嫔，妃嫔可从数人至万人不等。中国通俗文化中，描绘为“三宫六院七十二妃”、“后宫妃嫔三千”、“佳丽三千”。除了正式册封的妻妾外，后宫中有人数众多的宫女，因為皇帝有权与她们发生性关系並有機會成為妃嬪，而会被视为君主的准妾室。因此广义上，君主妾室的人数可至万人，甚至数万。与君主发生性关系的宫中女性，如未获册封為妃嬪，以中国明朝后宫为例，通常有两种待遇，一种将她视为君主妾室，获得相应待遇，如胡氏，一种仍被视为普通宫人，如戴银娘、王满堂。
伊斯蘭教法允许一夫多妻制，并允许男性穆斯林与女奴发生性关系。虽然一般伊斯蘭婚姻中的四妻制中的4位妻子并不存在嫡庶之分，但古代伊斯兰君主一般不實行四妻制，其配偶人數並沒有限制，除了可以同時有多於4名正妻外，還可有多名不同等級的妃嬪、無配偶身份的姬侍。

## 東亞

### 中国

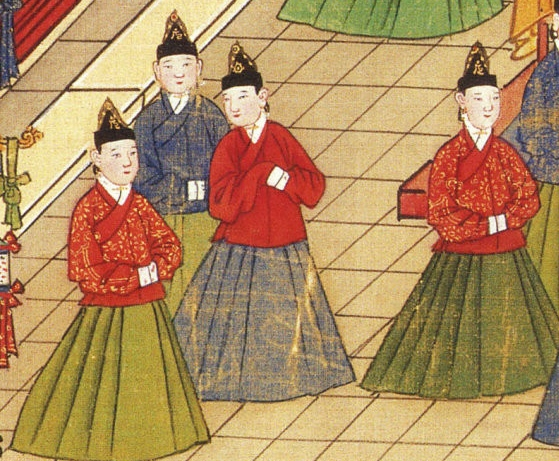
明代宫廷画师描绘明宪宗的妃嬪

在中国历代的史书中，由于妃嫔人数众多，相较于皇后，通常对她们很难全部记录。一位皇帝即使拥有众多妃嫔，也可能只有寥寥数人被记录。歷代紀傳體史書中后妃傳所記載的妃嬪未必包括皇帝擁有的所有妃嬪。例如唐太宗就至少有三名妃嬪未載於史書，包括一名姓名失傳的昭儀、一名姓名失傳的婕妤以及刀人高惠通，她們僅見於昭陵墓誌記載。更极端的情况是无一人被记录（如汉隐帝）。
中國妃嬪制度有明確記載始見於《周礼》，周天子正室為王后，以下為妃嬪，包括三夫人、九嫔、二十七世妇、八十一御妻。後世不少朝代的妃嬪編制多在周禮的基礎上再作調整。實際上歷朝妃嬪制度以及位號變化不小，同一位號在不同時代，實際地位也有差異。妃嬪位號最多的時代是北齊，當中二十七世婦和八十一御女每人皆有不同的位號。
明清兩朝因有档案留存，對於皇帝妃嫔人数有较为全面的了解。明朝嘉靖帝和清朝康熙帝分别是明清两朝拥有最多妃嫔的皇帝。嘉靖帝除四位皇后外，正式册封的妃嫔有近七十人。明孝宗則未冊封妃嬪，是中国历史上少见的一帝一后。而清朝内务府的奏折显示，康熙四十六年（1707年），康熙帝后宫中仅乾清宫、景阳宫、毓庆宫就有大小答应二百多人。除此之外，康熙帝有四位皇后和六十多位有記載的妃嫔。光绪帝则是清朝皇帝中后妃人数最少的，仅一后二妃。
一般认为清逊帝溥仪是中国最后一位皇帝，他在遜清小朝廷和滿洲國時代沿用清朝後宮制度，除皇后外，先後共有淑妃文繡、祥貴人譚玉齡（後追封為明賢貴妃）、福貴人李玉琴三位妃嬪。袁世凱稱帝建立中華帝國，亦把眾妾冊封為妃嬪，分為妃、嬪二等。中华人民共和国建立后，确立一夫一妻的婚姻制度，此时已為平民的溥仪亦仅有一位妻子。此后陆续兴起的秘密结社政权並自立為君的领袖仍旧效法古代皇帝“广选妃嫔”，以至产生强奸案及命案。1985年，“大有国”案中，曾应龙有四十多位“妃嫔”。政府镇压时，“妃嫔”被强迫“殉国”，其中两人被“大臣”杀害。

### 朝鲜半岛

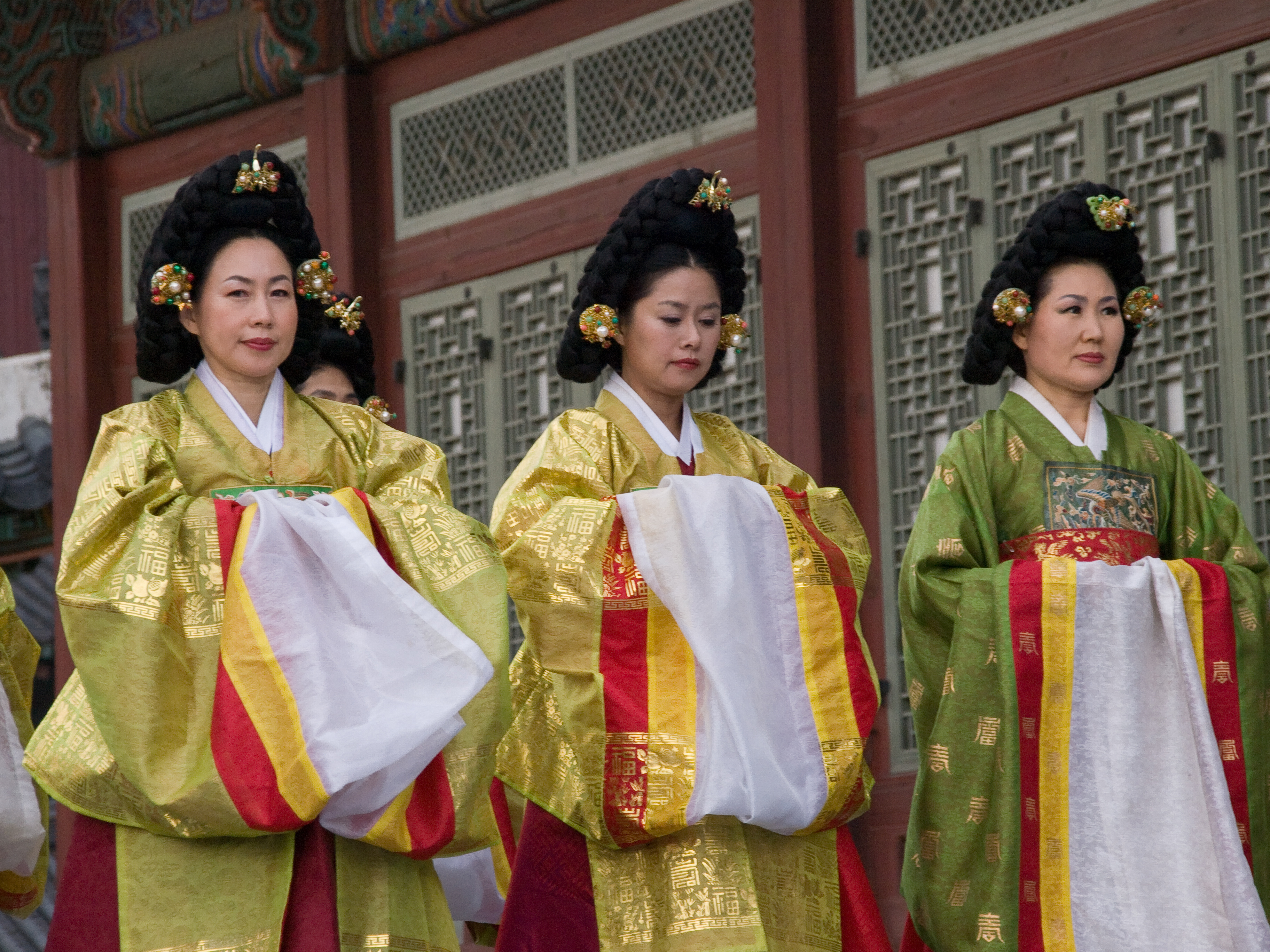
現代復原朝鮮王朝親蠶禮中由女演員扮演的後宮嬪御

#### 三國至統一新羅
高句麗國王會娶一至多名王后，元配王后稱正，其餘稱小。小后以下為妃嬪，皆稱夫人，定員三人，依序為正夫人、中夫人、小夫人。
新羅實行骨品制，規定只有聖骨（純王族）才可成為國王正室，真骨（父系具王族血統的貴族）或以下則只可為嬪御，有次妃、夫人、宮主、娘主等稱號，但實際受封資格不明。當時實行對偶婚，男女皆同時有多名配偶，因此嬪御亦非只與國王有性關係。當時有一支以母系計算的大元神統，所出之女性不論父系血統為何，皆專門以身體侍奉國王並為王室繁衍後代，稱為色供之臣。當中聖骨出身者與國王生下子女若繼位為王，則可成為太后，如真智王之母思道夫人。實際上妃嬪當中也只有聖骨出身者所生子女才有權繼承王位。直至聖骨血脈完全斷絕，真骨才可繼承王位，於是真骨出身的妃嬪也可能成為太后。
在百濟，國王常奪臣下之妻為妃嬪。

#### 高麗王朝
高麗初期，王后以下的後宮妃嬪皆稱夫人，宮中入侍者封大夫人或夫人，居於首都以外地方、國王管治地方的場合入侍者封院夫人、堂夫人。穆宗時增設宮主在夫人之下。自顯宗開始，妃嬪編制改為貴妃、淑妃、德妃、賢妃，合稱四夫人，在宮主之上，又置院主於宮主之下。忠烈王增設院妃在四夫人之上，又置府主於宮主之下。忠宣王之後，妃位號不限於四夫人，歷代皆有改變。忠惠王廢除宮主、府主、院主等位號，增置翁主。

#### 朝鮮王朝
朝鮮王朝初期，後宮嬪御位號尚未抵定，有翁主、宮主、嬪、淑儀等位號，到成宗即位後，後宮制度才完成，正妻（王妃）以下有嬪、貴人、昭儀、淑儀 、昭容、淑容、昭媛、淑媛 ，品秩依次為正一品至從四品。燕山君後期，自創淑華、麗媛、閑娥等三個位號，但這三個位號隨著中宗反正一併消失。高宗九年（1872年）十一月下令將先王嬪御所用的翁主、宮主等封爵改為嬪。高宗稱帝建立大韓帝國後，正室改稱皇后，下有皇貴妃、妃、嬪、貴人等。

### 日本
日本在飛鳥時代至平安時代前期，天皇除皇后外，還有妃、夫人、嬪三等妃嬪。飛鳥時代只有皇族出身者可立為皇后，非皇族出身者則只可成為妃嬪。《大寶律令》頒佈後，妃嬪位階維持妃、夫人、嬪三等，但規定了各級妃嬪的人數和出身。妃定員二人，必須為四位以上的內親王。夫人定員三人，出身限制在三位以上的公卿之女。嬪定員四人，出身限制在五位以上貴族之女。此規定在奈良時代一直沿用。
平安時代中期，妃、夫人、嬪這三位號在變的名存實亡，而原本為嬪之代稱的女御一詞，成為一個獨立的位號且僅次於皇后；原為低階女官的更衣則成為妃嬪位號，取代了消失的位號空缺，且和女御同樣的並無限制人數。到在一条天皇時期，由於權臣之間相爭的結果，將原本代稱皇后的中宮一詞，強改為地位等同於皇后之號，開了一帝二后的先例，詳細解釋請參考中宮。而皇后、中宮以下則為妃嬪，有女御、更衣兩級，皆不限人數。此後又有從女御中擢升皇后和中宮的慣例，而皇太子妃在皇太子登基為天皇後，也常常先冊封為女御，之後再晉皇后或中宮。此外，平安時代中期開始，一些未被冊封為妃嬪的天皇妾室稱為御息所。
室町時代起，由於皇室財政緊絀，不少出身高貴的宮中女性被臨幸後仍不獲冊封為妃嬪，維持宮人或女官身份，最多只成為御息所。而妃嬪位號維持女御和更衣兩級。至明治維新，日本實行一夫一妻制，天皇配偶只有皇后一人，不再冊封妃嬪，妃嬪制度廢除。

### 越南

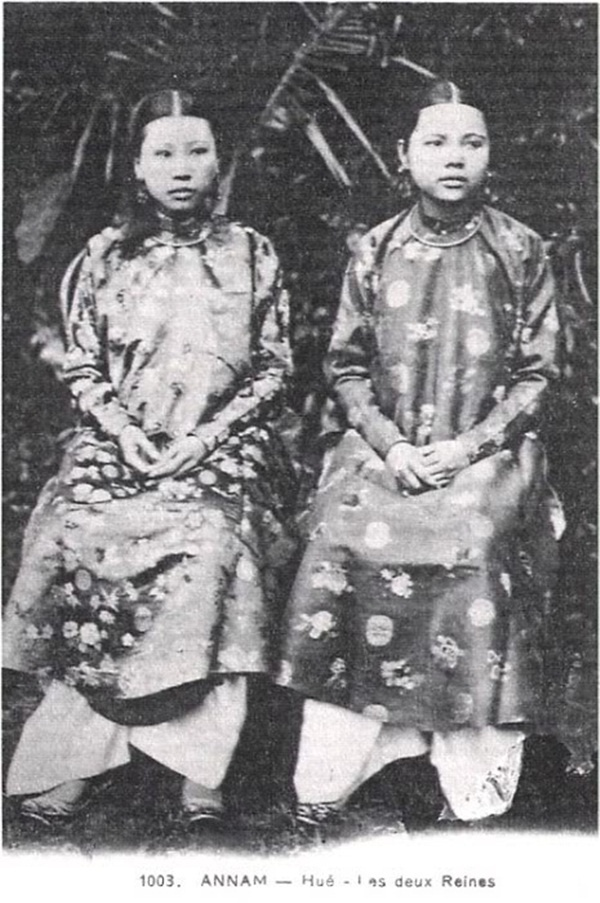
阮朝成泰帝的兩位妃嬪

#### 李朝、陳朝
由於史料不足，越南在李朝之前的妃嬪制度不明。李太宗建立李朝後定立後宮制度，皇后與妃嬪共十三人，妃嬪之下為御女，定員十三人。而李聖宗、李神宗、李英宗在位期間，皇后以下首位妃封元妃，又有宸妃、貴妃、德妃、淑妃、賢妃、次妃等位號，妃以下為夫人。陳朝承前朝制度，皇后以下有元妃、宸妃、慧妃等妃位號，以下為夫人。

#### 後黎朝、莫朝、鄭主、阮主、西山朝
後黎朝建立，黎聖宗重新定立妃嬪制度。皇后以下的妃嬪有三妃、九嬪、六職。三妃為貴妃、明妃、敬妃。九嬪再分為三昭（昭儀、昭容、昭媛）、三修（修儀、修容、修媛）、三充（充儀、充容、充媛）。六職為婕妤、傛華、宣榮、才人、良人、美人。但實際使用的妃位號又有次妃、惠妃、宸妃等。莫朝時皇后以下有宮妃、次妃。黎中興朝時期恢復後黎朝初期制度。鄭主時期，鄭王之正室為正妃，下有次妃、宸妃、淑妃、德妃、賢妃、宣妃等位號。阮主時期則有妃、夫人、宮嬪等位號。

#### 阮朝
阮朝初期後宮制度尚未完備，皇后以下有妃、嬪、宮嬪等位號。明命十七年（1836年）明命帝訂立後宮制度，不冊立皇后，正室也只冊封為妃嬪，死後才追封為皇后。最高為皇貴妃，下有一階妃（貴妃、賢妃、宸妃）、二階妃（嘉妃、淑妃、惠妃）、三階嬪（貴嬪、賢嬪、莊嬪）、四階嬪（德嬪、淑嬪、惠嬪）、五階嬪（麗嬪、安嬪、和嬪）、六階婕妤、七階貴人、八階美人、九階才人。才人以下不入階，為宮娥、采女。十九年（1838年），五階嬪次序改為安嬪、麗嬪、和嬪。
紹治三年（1843年），紹治帝訂立後宮位號，一階妃位號為貴妃、端妃、令妃，二階妃位號為誠妃、貞妃、淑妃，三階嬪位號為貴嬪、良嬪、德嬪，四階嬪位號為徽嬪、懿嬪、柔嬪，五階嬪位號為嫻嬪、雅嬪、順嬪。六年（1846年），端妃改為良妃，良嬪改為瑞嬪。
嗣德三年（1850年），嗣德帝訂立後宮位號，一階妃位號為純妃、善妃、雅妃，二階妃位號為恭妃、勤妃、昭妃，三階嬪位號為謙嬪、慎嬪、淵嬪、泰嬪，四階嬪位號為寬嬪、佳嬪、慧嬪、簡嬪，五階嬪位號改為靜嬪、謹嬪、信嬪、婉嬪。十三年（1860年），改淵嬪為端嬪，慧嬪為儉嬪。十四年（1861年），改純妃為忠妃，改勤妃為敦妃，泰嬪為妙嬪，佳嬪為諒嬪。十五年（1862年），改昭妃為敏妃，靜嬪為厚嬪。
同慶朝九階位號包括二階觀妃、偕妃、隨嬪、正嬪、宜嬪、裕嬪等。
成泰朝九階位號包括玄妃（妶妃）、節妃、盛嬪、懋嬪、懌嬪等。
維新朝九階位號只設置了二階妙妃一位。
啟定朝九階位號包括一階恩妃、一階厚妃、二階惠妃、三階惠嬪、三階妙嬪、四階裕嬪、五階恬嬪等。
保大九年（1934年），保大帝廢除九階位號，只立皇后。

### 琉球
琉球國的後宮制度至第二尚氏王朝才有明確記載，正室為王妃，下為嬪御，分為夫人、妻兩等。

## 東南亞、南亞
不少東南亞國家王室在古代亦實行一夫多妻制，在王后以下有多名妃嬪，亦有多個等級。

### 泰國
泰國卻克里王朝君主在王后以下有多個等級的妃嬪，分為妃和妾兩大類，各細分為多個等級。現任國王瑪哈·哇集拉隆功除王后外有一名妃嬪詩妮娜·旺哇集拉帕，位號為昭坤帕，曾於2019年10月被廢為庶人並囚禁，2020年9月復位。

## 中東

### 土耳其

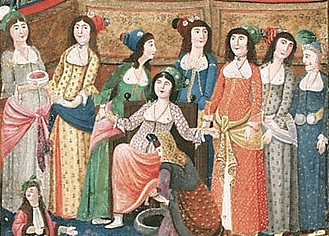
鄂圖曼帝國後宮中的妃嬪，其中一名妃嬪在分娩中

土耳其在鄂圖曼帝國時期初期，蘇丹正室稱蘇丹夫人，其之下為可敦，可敦之下為的庶妃，有御妻、幸人（土耳其語：Ikbal））、睞人（土耳其語：Gözde）等庶妃。她們多為宮女出身，獲蘇丹寵幸的宮女稱為寵宮人（土耳其語：Has odalık）。有些會被封為睞人或幸人，晉身妃嬪行列。幸人生育皇子後則升為御妻。自17世紀起廢除蘇丹夫人及可敦稱號，蘇丹正室改稱皇后，人數可多於一人，還可擁有多位妃、御妻、幸人或睞人。除非得到蘇丹特許，可敦或妃以下的各級庶妃皆不可在蘇丹面前坐在椅子上，她們只能鋪上坐墊席地而坐。

## 非洲

### 斯威士蘭
斯威士蘭至今仍實行一夫多妻制，國王除兩名王后外還可以有不限人數的妃。傳統上國王會再從全國各氏族選妃以鞏固王室和各氏族的關係，此外亦可隨意納民女為妃。被選中為國王準妾室的女性稱為秀女，秀女要直至懷孕，國王才會舉行大婚正式冊封為妃。當地制度只有妃的兒子才有資格繼承皇位。

## 先朝妃嬪
又稱先朝嬪妃、先朝嬪御或先朝老婦等，是用以總稱不包括皇后、皇太后、太皇太后、王太后、皇太妃、皇太夫人、王太妃等在內的先帝遺孀。

## 來源
妃嬪有些是經過一定的制度選出，亦有些是由宮女晉升，還有些是君主自行從民間所納，亦有些是臣民或藩屬所進貢的貢女。而君主在即位前的妻妾，若不能被立為后，通常也會冊封為妃嬪。
在中國，由于贞操观念的影响。自西汉时代起，有过婚史的女性就被认为不宜接近皇帝。东汉后宫选妃时即要所选之人为未婚处女。后世已婚女子通常是通过其它途径成为君主妃嬪。唐太宗李世民贵妃韋珪的夫家在隋朝时即因谋反而“籍没其家”。唐初，她成为秦王李世民的妾室。李世民登基后，韋珪获封贵妃。

## 延伸阅读
[在维基数据编辑]
 《欽定古今圖書集成·明倫彙編·宮闈典·妃嬪部》，出自陈梦雷《古今圖書集成》